# Jimmy Giménez-Arnau
Jimmy Giménez-Arnau   (Brasil, 14 de setembre de 1943 - 17 de setembre de 2024) va ser un tertulià televisiu, periodista i novel·lista espanyol.

## Biografia
Fill del diplomàtic i escriptor José Antonio Giménez-Arnau y Gran i de María Inés Puente García-Arnaiz, va néixer a bord del transatlàntic espanyol Cabo de Hornos mentre navegava per aigües brasileres. Va estar internat en un col·legi anglès des dels set anys fins als nou, fet que li va permetre aconseguir un perfecte domini de l'anglès. Més endavant es va llicenciar en Dret i en Periodisme. Durant la seva joventut va practicar a nivell aficionat futbol i boxa i, entre altres activitats, va ser marxant d'art.
Va tindre dos germans i dues germanes; Ricardo i José Antonio, i Mónica i Patricia. Va tenir un germà gran (que va morir en néixer), i una altra germana, Paloma, que va morir en la seva infantesa. Jimmy va passar temporades de petit amb la seva àvia materna, María Petra García-Arnaiz.
Com a periodista, va ser corresponsal de guerra i cofundador de la revista Hermano Lobo on escrivia sota el pseudònim de «Jimmy Corso». L'any 1980 va escriure i va dirigir amb de Julio Wizuete, Cocaína, una pel·lícula en la qual a més va tenir una participació com a actor. En 1983 va crear la televisió clandestina Onda Blúmini.
Com a escriptor, va publicar els poemaris Cuya selva i La soledad distinta. En 1977 va escriure la seva primera novel·la, Las islas transparentes. Altres obres seves són: Yo, Jimmy. Mi vida entre los Franco, Neón en vena. Enfermos en el paraíso, Los insatisfechos (la seva segona novel·la), Las malas compañías. Hipótesis íntimas sobre la muerte de los marqueses de Urquijo, Cómo forrarse y flipar con la gente guapa, Camaleones y lagartas, Zelos (la seva tercera novel·la), España me pone i La vida jugada.

### Personatge popular
A causa del seu matrimoni el 3 d'agost de 1977 amb María del Mar «Merry» Martínez-Bordiú y Franco (1956), neta de Francisco Franco, al Pazo de Meirás, amb qui el 1979 va tenir una filla, Leticia. Aquesta va ser la primera boda a vendre una exclusiva a una revista del cor, ¡Hola!, i Jimmy Giménez-Arnau es va convertir en un personatge popular. Deu anys després es va unir sentimentalment amb una model, Maria Teresa Fernández Peral, i el seu anterior matrimoni es va dissoldre amb una sentència del Tribunal de la Rota el 28 d'abril de 1993, essent assistit jurídicament pel lletrat Ramón Tamborero. Aquest fet el va situar immediatament en el punt de mira de la premsa rosa, amb la qual des de llavors va col·laborar i va efectuar polèmiques aparicions. Giménez-Arnau va exposar la seva vida enfront dels mitjans de comunicació de masses, aprofitant-se de la seva condició d'exparent dels Franco.
En els darrers anys, gràcies a la seva controvertida personalitat i el seu caràcter polèmic, va passar a formar part de la graella televisiva de la telebrossa. Va col·laborar en programes com Cada día, DEC, Sálvame o La noria. Segons el diari El País, el 29 de juny de 1994, mentre sortia dels estudis de Telecinco on treballava, va ser detingut per la Secció d'Estupefaents de la Brigada de la Policia Judicial de Madrid per un presumpte delicte de tràfic de cocaïna. Va ser registrat i se li van decomissar 10 grams d'aquesta substància estimulant, i el seu vehicle va ser inspeccionat per sospites que pogués amagar més quantitat.
Darrerament va compartir la seva vida amb la periodista Sandra Salgado González (1981), amb qui va contreure matrimoni civil l'11 d'abril de 2013 a Fuencarral.

### Polèmiques
El 20 d'octubre de 1993, al programa radiofònic de Luis del Olmo, Protagonistas, d'Onda Cero, durant el Debate sobre el estado de la nación, Norma Duval va acudir per atacar durament a Jimmy Giménez-Arnau i contrarestar l'àcida crítica que havia proferit contra ella. La indignació de la vedet va ser tal, que va llançar un de les seves sabates contra ell, en una «sabatada» que va fer història. Temps després, i per mediació de Luis del Olmo, Duval va voler fer les paus amb Giménez-Arnau, però aquest mai les va voler.
En 2009, una brega amb Pipi Estrada al plató de Sálvame va acabar amb els dos arribant a les mans. Giménez-Arnau va al·legar que Estrada li havia trepitjat el cap i ho va denunciar, però el jutjat va donar la raó al periodista esportiu. L'any 2011, va preguntar a César Millán al programa La noria, la seva opinió sobre la zoofília. Millán va posar cara d'estupefaccií i va decidir no respondre aquesta pregunta.